# Theodor Avellan
Theodor Christian Avellan, russifié en Fiodor Karlovitch Avelan, en russe : Федор Карлович Авелан, né le 12 septembre 1839 à Loviisa (grand-duché de Finlande) (aujourd'hui république de Finlande) et décédé le 30 septembre 1916 à Petrograd (aujourd'hui Saint-Pétersbourg), est un marin et homme politique russe, d'origine suédoise de Finlande, qui fut amiral, ministre de la Marine impériale de Russie (1903-1905), membre du Conseil de l'Amirauté, membre du Conseil d'État (1914). Ce fut l'un des principaux responsables de la défaite de la Marine impériale pendant la guerre russo-japonaise.

## Mariage et descendance
Theodor Avellan épouse Adalinda Erickson aristocrate suédoise de Finlande et luthérienne comme lui.
Trois filles sont nées de cette union :
- Olga Fiodorovna Avelan
- Nadejda (dite Hope) Fiodorovna Avelan
- Maria Fiodorovna Avelan[3]

## Biographie

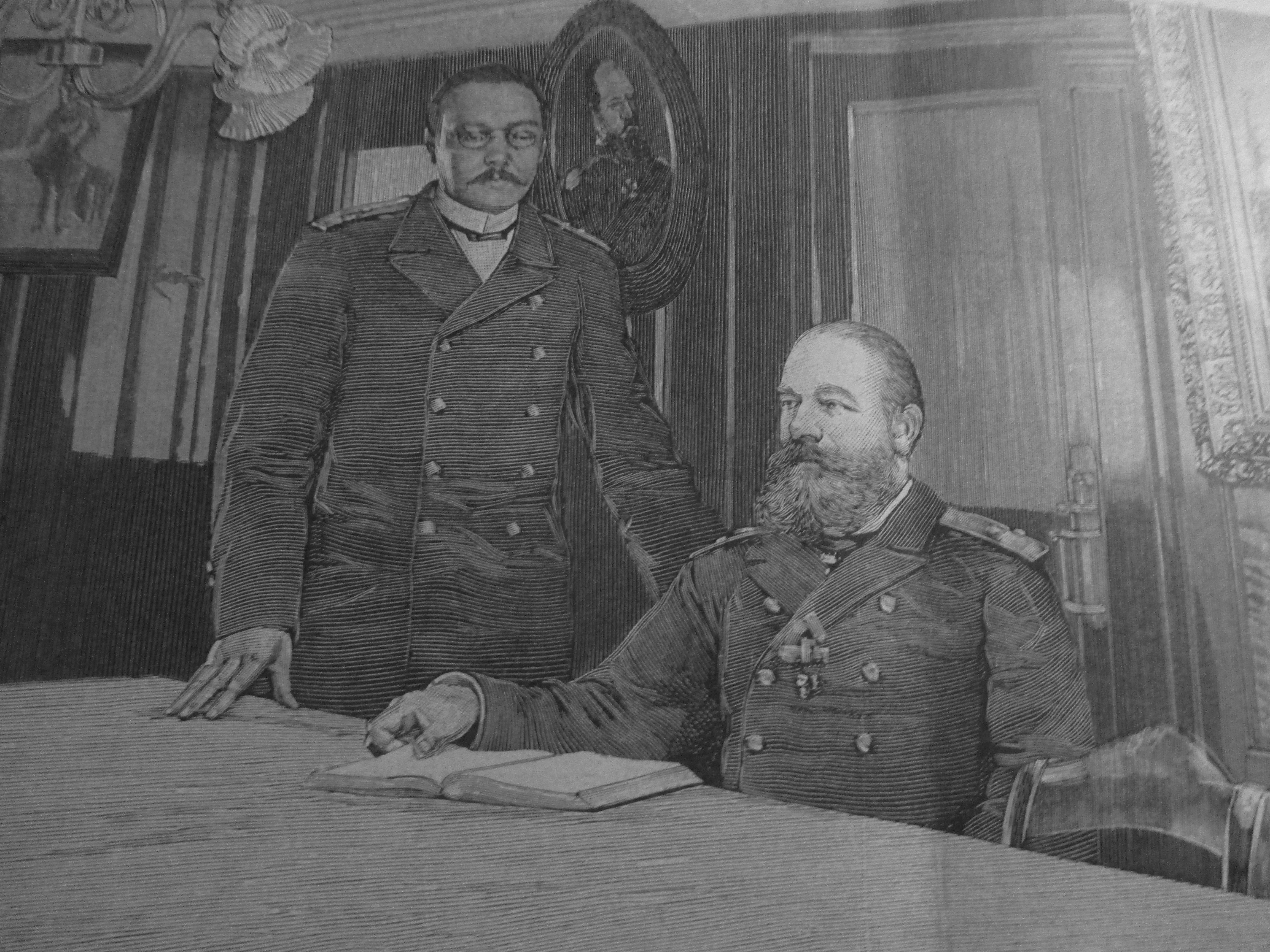
L'amiral Avellan dans son salon du Mémoire d'Azov en compagnie de son aide-de-camp, le comte Nicolas Tolstoï (octobre 1893).

Il est isu d'une famille noble suédoise du grand-duché de Finlande et fils de Karl Avellan. Il est de confession luthérienne.
En 1855, Fiodor Avelan obtient son diplôme de l'École du Corps naval des cadets Alexandre avec le grade de garde-marine. En 1857, il est affecté à la Flotte de la mer Baltique. Entre 1869 et 1872, il sert à bord du clipper Gaydamak au grade de lieutenant de marine. En 1878, il prend part à une expédition navale le long des côtes d'Amérique du Nord et commande le croiseur Asie. Entre 1879 et 1889, il commande au cours de deux tours du monde, le clipper Herald, la corvette Rynda et la frégate Svetlana. De 1889 à 1893, il occupe les fonctions de chef d'état-major du port de Kronstadt. C'est l'amiral Avelan qui commande l'escadre russe de la Baltique rendant visite à la flotte française en octobre 1893 à Toulon, puis à Paris, dans le cadre des festivités de l'Alliance franco-russe. Il est accueilli à Toulon par l'amiral Henri Rieunier, ministre de la marine. Cette visite eut un énorme retentissement en France, auparavant isolée d'un point de vue diplomatique. La presse est alors élogieuse à l'égard de l'amiral Avellan qui voyage à bord du Mémoire d'Azov et de l'Empereur Nicolas Ier. Il est fait officier de la Légion d'honneur cette même année.

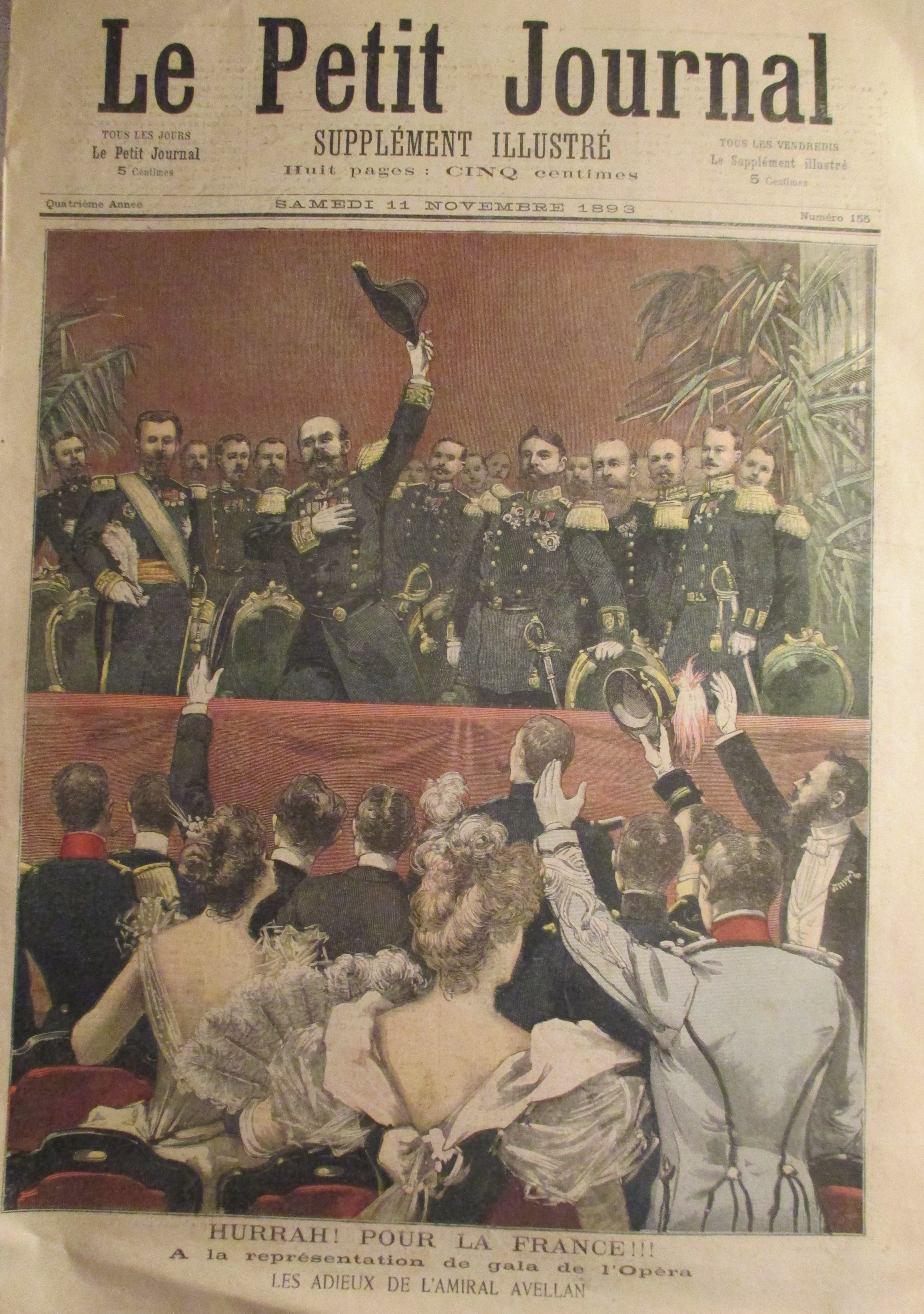
En 1893 à l'opéra, le Petit Journal.

Fiodor Karlovitch Avelan est élevé au grade de contre-amiral en 1891. De 1895 à 1896, il occupe le poste de chef adjoint de l'état-major de la marine. Il est nommé chef du personnel naval en 1896. En 1903, il est élevé au grade d'adjudant-général. Le 10 mars 1903, l'empereur Nicolas II le nomme ministre de la Marine. Il occupe cette fonction jusqu'au 29 juin 1905. La même année, Avelan est promu au grade d'amiral de la Marine impériale.
Après la défaite navale de la Marine impériale à la bataille de Tsushima, les 27 mai et 28 mai 1905, il est désigné comme l'un des principaux responsables des défaites navales de la Guerre russo-japonaise (1904-1905). Il est privé de son grade d'adjudant-général et présente sa démission à l'empereur qui rejette sa demande. En 1914, il est admis à siéger au Conseil d'État.

### Décès et inhumation
Fiodor Karlovitch Avelan meurt le 30 septembre 1916 à Pétrograd (aujourd'hui Saint-Pétersbourg) et il est inhumé dans cette même ville au cimetière luthérien de Smolensk.

### Distinctions
- Ordre de Saint-Vladimir (4e classe - avec ruban)
- 1884 : Ordre du Rédempteur (Ordre grec - 2e classe)
- 1897 : Grand Croix de l'Ordre du Rédempteur
- Ordre de l'Aigle blanc
- 1890 : Ordre de Saint-Vladimir (troisième classe)
- 1891 : Chevalier de la Légion d'honneur
- 1893 : Officier de la Légion d’honneur
- 1899 : Ordre de Saint-Vladimir (deuxième classe)
- 1896 :Ordre de Sainte-Anne (premier classe)
- 1897 : Grand Croix de l'Ordre François-Joseph (Autriche)
- 1897 : Ordre de la Couronne (1re classe - Ordre de Prusse)
- 1898 : Ordre de Saint-Alexandre (Ordre de Bulgarie)
- 1891 : Ordre de Saint-Stanislas (1re classe)
- 1900 : Ordre du Soleil Levant (1re classe - Ordre du Japon)
- 1902 : Ordre de l'Aigle blanc
- 1902 : Ordre de l'Aigle Rouge (1re classe - Ordre de Prusse)
- 1902 : Ordre de l'Épée (1re classe - Ordre de Suède)
- 1902 : Ordre des Saints-Maurice-et-Lazare (1re classe - Ordre d'Italie)
- 1907 : Ordre de Saint-Alexandre Nevski
- 1912 : Ordre de Saint-Alexandre Nevski (avec diamants)
- 1916 : Ordre de Saint-Vladimir (1re classe)